# مصطفی محمدنجار
مصطفی محمدنجار (زادهٔ ۱۳۳۵) سرتیپ سپاه پاسداران انقلاب اسلامی است که از سال ۱۳۸۶ به‌عنوان مشاور رئیس ستاد کل نیروهای مسلح فعالیت می‌کند.
وی فعالیت نظامی را از اواخر سال ۱۳۵۷ در کمیته انقلاب اسلامی آغاز کرد، سپس به عضویت سپاه پاسداران درآمد.
محمدنجار در دولت نهم از ۱۳۸۴ تا ۱۳۸۸ به‌عنوان وزیر دفاع و پشتیبانی نیروهای مسلح فعالیت می‌کرد، در دولت دهم از ۱۳۸۸ تا ۱۳۹۲ وزیر کشور بود و از ۱۳۸۹ تا ۱۳۹۲ دبیرکلی ستاد مبارزه با مواد مخدر را برعهده داشت.
وی در ۸ مهر ۱۳۹۰ توسط وزارت خزانه‌داری ایالات متحده آمریکا به دلیل نقض حقوق بشر در ایران تحریم شد. همچنین در ۱۸ مهر همان سال توسط اتحادیه اروپا تحریم و از ورود به کشورهای این اتحادیه محروم و کلیه دارایی‌هایش در اروپا توقیف شد.

## زندگی
مصطفی محمدنجار در سال ۱۳۳۵ زاده شد و اصالتاً اهل روستای تندرآغاج شهرستان بستان آباد می‌باشد. وی پس از وقوع انقلاب، فعالیت در کمیته انقلاب اسلامی را آغاز کرد و در پی تأسیس سپاه پاسداران در اواخر سال ۱۳۵۷ به عضویت این نهاد درآمد. محمدنجار در فاصله سالهای ۱۳۵۷ تا ۱۳۶۵ به‌عنوان یکی از اعضای سپاه پاسداران، در کردستان فعالیت می‌کرد و در دهه ۱۳۷۰ ریاست گروه صنایع تسلیحاتی ساصد را در وزارت دفاع برعهده داشت.
محمدنجار در فروردین ۱۳۷۰ درجهٔ سرداری (سرتیپ دوم) دریافت کرد.

## تحصیلات
محمدنجار دانش‌آموخته کارشناسی مهندسی مکانیک از دانشگاه صنعتی خواجه نصیرالدین طوسی و کارشناسی ارشد مدیریت اجرایی از سازمان مدیریت صنعتی می‌باشد.

## دولت نهم
مصطفی محمدنجار در تاریخ ۲۳ مرداد ۱۳۸۴ از سوی محمود احمدی‌نژاد؛ رئیس‌جمهور وقت ایران، برای تصدی وزارت دفاع و پشتیبانی نیروهای مسلح، به مجلس معرفی شد و با دریافت ۱۹۱ رای موافق در مقابل ۶۲ رای مخالف، به وزارت دفاع منصوب گردید. وی در دولت نهم برای مدت ۴ سال از ۱۳۸۴ تا ۱۳۸۸ وزیر دفاع بود.

## دولت دهم
با آغاز کار دولت دهم، محمود احمدی‌نژاد محمدنجار را به عنوان وزیر کشور به مجلس معرفی کرد. وی با دریافت ۱۷۸ رای موافق در مقابل ۷۲ رای مخالف، جایگزین صادق محصولی در وزارت کشور شد. او در دولت دهم در فاصله سالهای ۱۳۸۸ تا ۱۳۹۲ به‌عنوان وزیر کشور فعالیت می‌کرد.

## تحریم
در ۸ مهر ۱۳۹۰ وزارت خزانه‌داری ایالات متحده آمریکا، مصطفی محمدنجار را به‌دلیل نقض حقوق بشر تحریم کرد. برپایه این تحریم، دارایی‌های مصطفی محمدنجار در آمریکا توقیف و از ورود او به این کشور جلوگیری می‌شود. شهروندان ایالات متحده نیز حق انجام هیچ‌گونه معامله‌ای با او نخواهند داشت. براساس بیانیه وزارت خزانه‌داری ایالات متحده آمریکا، مصطفی محمدنجار به عنوان وزیر کشور و جانشین فرمانده کل قوا در نیروی انتظامی در سرکوب اعتراضات به نتایج انتخابات ریاست جمهوری سال ۱۳۸۸ مسئول است. در این بیانیه آمده او در مقام وزیر کشور، مسئولیت هدایت نیروی انتظامی را بر عهده داشته است؛ نیرویی که با معترضان در اعتراضات روز عاشورا (۶ دی ۱۳۸۸) برخورد کرد. برخوردی که منجر به کشته شدن ۳۷ تن و بازداشت صدها نفر شد.
اتحادیه اروپا طی تصمیم مورخ ۱۸ مهر ۱۳۹۰ (۱۰ اکتبر ۲۰۱۱)، ۲۹ مقام ایرانی از جمله مصطفی محمدنجار را به‌دلیل نقشی که در نقض گسترده و شدید حقوق شهروندان ایرانی داشته‌اند، از ورود به کشورهای این اتحادیه محروم کرد. کلیه دارایی‌های این مقامات نیز در اروپا توقیف خواهد شد.